# Ducati 750 Super Sport
Ne doit pas être confondu avec Ducati 750 Supersport.
 (mai 2022).
Si vous disposez d'ouvrages ou d'articles de référence ou si vous connaissez des sites web de qualité traitant du thème abordé ici, merci de compléter l'article en donnant les références utiles à sa vérifiabilité et en les liant à la section « Notes et références ».
La 750 SS ou Supersport est un modèle de moto sportive construit par Ducati.

## Historique et caractéristiques
La 750 SS est présentée sous le nom de « Imola Replica », en l’honneur de la victoire de Paul Smart à Imola, en 1972. Les 25 machines prévues ne sont pas suffisantes. Le public semble intéressé et Ducati décide de poursuivre la production. Le premier modèle roulant apparaît réellement au salon de Milan de 1973.
Le moteur est un dérivé des 750 Sport (it). Il est gavé par deux carburateurs Dell'Orto de 40 mm de diamètre et la commande des soupapes est de type desmodromique.
La fourche provient, comme les amortisseurs arrière, de chez Marzocchi. Le frein avant se compose de deux disques de 280 mm de diamètre et d'étriers deux pistons, le tout étant siglé Scarab. Le frein arrière se compose d'un disque de 225 mm de diamètre, une première sur une Ducati, pincé par un étrier deux pistons Lockheed.
Comme sur le modèle qui gagne aux mains de Paul Smart, le réservoir dispose d’une fenêtre laissant apparaître le niveau de carburant. Il a une capacité initiale de vingt litres. Il est remplacé par un modèle plus petit de dix-huit litres en 1976, mais il reste disponible dans le catalogue des options.
En 1975, les freins Scarab et Lockheed, jugés pas assez puissants, sont remplacés par des Brembo.

## Chiffres de production
La fabrication de la 750 SS prend fin dans le courant de l'année 1977. Quelques modèles seront néanmoins vendus en 1978, il ne s'agit cependant pas d'une nouvelle production, mais des stocks restant à écouler.
Au total, 1 210 exemplaires de la 750 SS sont sortis de l’usine de Borgo Panigale.
La 1ère série (1973-1974) fut produite à 450 exemplaires (numéros de châssis 75001 à 75450). Son moteur a des carters ronds. La peinture est biton et son cadre bleu-vert, repris sur la partie inférieure du carénage. Comme sur les modèles de compétition, le réservoir en fibre a une fenêtre semi-transparente qui indique le niveau de carburant.
La 2ème série (1975-1976) fut produite à 250 exemplaires (numéros de châssis 75451 à 75700). Le moteur a des carters carrés et la peinture est grise avec une bande bleu foncé qui s'étend sur le carénage, le réservoir et l'arrière. Le réservoir n'a pas de fenêtre.
La 3ème série (1976-1977) fut produite à 510 exemplaires (numéros de châssis 75701 à 76210). La forme et la couleur du carter sont identiques à celles de la série précédente. Le réservoir de carburant n'est plus effilé à l'arrière, le feu arrière et les repose-pieds sont montés sur caoutchoucs anti-vibration.
À quelques exceptions près, les numéros de série des moteurs suivent généralement ceux des châssis de 70 unités : par exemple, pour le châssis n° 75500, le moteur a le n° 75570.
Elle reste un modèle rare, ce qui en fait une moto prisée et très chère sur le marché de l’occasion. Elle sera épaulée par une version plus puissante en 1975, la 900 Super Sport.